# Port lotniczy Mokpo
Port lotniczy Mokpo (IATA: MPK, ICAO: RKJM) – port lotniczy położony w mieście Mokpo, w Korei Południowej.